# Municipio de Santa Ana Tavela
El municipio de Santa Ana Tavela es uno de los 570 municipios del estado mexicano de Oaxaca. Su cabecera es la localidad de Santa Ana Tavela.

## Geografía
El municipio de Santa Ana Tavela colinda al norte y al este con el municipio de San Carlos Yautepec, al sur con el municipio de San Juan Lajarcia, y al oeste con los municipios de Nejapa de Madero y San Pedro Quiatoni.

## Gobierno
El municipio de Santa Ana Tavela se rige mediante el sistema de usos y costumbres.
| Presidente municipal        | Periodo   |
| --------------------------- | --------- |
| Celestino Quero Peralta     | 1996-1998 |
| Nemecio Ramírez Nolasco     | 1999-2001 |
| Anselmo Carreño Martínez    | 2002-2004 |
| Baldomero Gutiérrez Nolasco | 2005-2007 |
| Alfredo Carreño Galindo     | 2008-2010 |
| Donaciano Peralta Martínez  | 2011-2013 |
| Santiago Martínez Blanco    | 2013-2016 |
| Alfredo Gutiérrez Martínez  | 2017-2019 |
| Adolfo Carreño Gopar        | 2020-2022 |
| Francisco Gopar Carreño     | 2023-2025 |